# Eujacobsonia
Eujacobsonia is een geslacht van vliesvleugeligen uit de familie Pteromalidae. De wetenschappelijke naam van dit geslacht is voor het eerst geldig gepubliceerd in 1923 door Grandi.

## Soorten
Het geslacht Eujacobsonia omvat de volgende soorten:
- Eujacobsonia genalis Wiebes, 1967
- Eujacobsonia mirabilis Grandi, 1923